# راؤول بيترتا
راؤول بيترتا (بالإيطالية: Raoul Petretta)‏ (24 مارس 1997 براينفلدن في ألمانيا - ) هو لاعب كرة قدم إيطالي في مركز الدفاع.

## روابط خارجية
- راؤول بيترتا على موقع اتحاد تركيا (لاعب) (الإنجليزية)
- راؤول بيترتا على موقع الدوري الأمريكي (الإنجليزية)
- راؤول بيترتا على موقع قاعدة بيانات كرة القدم.إي يو (الإنجليزية)
- راؤول بيترتا على موقع Soccerway.com (الإنجليزية)
- راؤول بيترتا على موقع عالم كرة القدم.نت (الإنجليزية)